# Давид
Давид (івр. ‏דָּוִד‏‎ — «коханий») — другий цар давнього Ізраїлю, правнук Боаза та Рут. Найчастіше згадується в Біблії. Давид був наймолодшим з вісьмох синів Єссея, народився у місті Вифлеємі бл. 1035 року до н. е.
Увійшов до історії як Цар, автор псалмів. Царював 40 років (близько 1004 — 965 до н. е.): сім років і шість місяців був царем Юдеї (зі столицею в Хевроні), потім — царем об'єднаного царства Ізраїлю та Юдеї (зі столицею в Єрусалимі).
Образ Давида є образом ідеального володаря, з роду якого (по чоловічій лінії), згідно з біблійним пророцтвам, вийде Месія, що повинно здійснитися згідно з єврейською традицією, і вже здійснилося, згідно з християнським Новим Завітом, де докладно описано походження Месії — Ісуса Христа від царя Давида (див. Родовід Ісуса Христа).
Давид привів народ Ізраїлю до багатьох перемог у війнах за незалежність та вплив серед сусідніх держав та народів, але найбільше він відомий своїми натхненними віршами-псалмами, що досі вважаються християнами та юдеями, як взірець віри та молитви.
Соломон — син Давида та одної з його жінок Вірсавії.
Багатьма вченими Давид розглядається як прообраз майбутнього Месії Ісуса Христа. Сам Ісус часто згадує Давида та цитує його псалми в Новому Заповіті.
Позабіблійні згадки — Стела з Тель-Дан. Надпис на стелі згадує Дім Давида (bytdwd), тобто, династію царя Давида і підтверджує деякі біблійні події часів царя Давида та його саму історичність.

## Походження
Давид був молодшим із восьми синів Єссея — сина Оведа й онука Боаза та моавитянки Рут, жив у Вифлеємі. У Єссея було велике сімейство, яке складалося з кількох синів; молодшим з них був Давид. За першою книгою Книгою Самуїла Єссей мав 7 синів, а згідно з Першою книгою хроніки — сім синів та дві дочки.
Він був русявий, гарний з виду, сильний, красномовний і добре грав на лірі. Був пастухом (пас овець свого батька), Давид показав себе людиною надійною і сміливою, перемагаючи лева і ведмедя, захищав своїх овець (1 Сам 16-17).
Бог, відкинувши царя Саула за непослух, послав пророка Самуїла помазати Давида в присутності його батька і братів на майбутнього царя. З помазанням на Давида зійшов на нього Дух Божий з того дня й на майбутнє.

## Двір царя Саула
Давид був покликаний до царя Саула щоби грою на цитрі відганяв злого духа, що мучив царя за його відступництво. Саул дуже полюбив його, так що він став його зброєносцем. Послав Саул до Єссея й велів йому сказати: «Нехай Давид служить при мені, бо я його вподобав.» Після того як Давид, що прийшов в ізраїльське військо відвідати своїх старших братів, прийняв виклик велетня-філістимлянина Голіафа й убив його пращею, забезпечивши тим самим перемогу ізраїльтянам, Саул остаточно взяв його до двору (1 Сам 16:14 — 1 Сам 18: 2). При дворі Давид завоював дружбу царського сина Йонатана, а його відвага і успіхи в боротьбі з філістимлянами почали затьмарювати в очах народу славу самого Саула. Це викликало заздрість і ревнощі царя. З часом ревнощі посилилися і Саул під впливом злого духа двічі намагався вбити Давида. Коли це йому не вдалося, Саул став діяти більш обережно. Він послав Давида на війну з филистимлянами — використовуючи почуття своєї дочки Міхаль до юного вождя, він змусив Давида ризикувати життям, але той проявив себе людиною хороброю і мужнім воїном (1 Сам 18).
Коли Давид гідно виконав завдання Саула і прийшов з перемогою Саул вже не приховував своєї ворожнечі. Випадок зі списом, яке цар метнув в Давида, і загроза потрапити до в'язниці, від якої його вберегла тільки дружина Міхаль, змусили Давида утікати до Самуїла до Рами. При останній зустрічі Йонатан підтвердив Давиду, що примирення з Саулом більше неможливе.

## Втеча від Саула
Під видом виконання таємного доручення царя Давид отримав священний хліб та меч Голіафа від священика Ахімелеха в Нові, а потім втік до філістимського царя Ахіша у Гат. Там Давида хотіли схопити і щоб врятуватися, він удавав божевільного перед ними й видався біснуватим у їхніх руках (1 Сам 21).
Давид утік і звідти та шукав притулку в печері Адуллам, де зібрав навколо себе загін з чотирьох сотень гноблених і незадоволених. Своїх батьків він доправив у Міцпу до моавського царя. Тим часом Саул за допомогу священників Давидові наказав їх повбивати. Поспішним втечам Давида і його марним спробам знайти безпечне місце поклало кінець передане йому через пророка Гада Боже повеління йти в землю Юди. Звідти Господь, у відповідь на питання Давида, чи бити філістимлян, повів його на звільнення від філістимлян Кеїли. Туди до нього прибув з ефодом Евіятар — єдиний священник з Нову, що врятувався від помсти Саула. Саул, почувши про перебування Давида в Кеїлі, почав багаторічне переслідування суперника. Однак Давид знову і знову вислизав від нього, при цьому Давид двічі відмовлявся від можливості вбити царя, помазаника Божого, щоб не понести за це кари. Розійшовшись знову із Саулом, Давид познайомився із своїми наступними дружинами — Авігайлою та Ахіноам, бо Саул віддав його першу дружину Міхаль за Ліїша (1 Сам 25).
Давид сказав сам до себе: «Одного дня таки впаду в руки Саула. І ніщо кращого не зостається мені, як тільки втекти в філістимлянську землю. Тоді Саул покине мене шукати далі по всій Ізраїльській країні, й я врятуюсь від його руки.». Давид пішов зі своїми прихильниками (600 чоловіків) до своїх недавніх ворогів філістимлян, шукаючи покровительства їх короля Ахіша, володаря міста Гат. Ахіш дав Давиду прикордонне місто Ціклаґ (у пустелі Негев), яке було перетворене на розбійницьку базу. Загони Давида грабували місцеве населення (амаликитян). Коли філістимляни зібралися в похід проти Ізраїля, тільки заперечення князів завадили включити загони Давида у війська філістимлянського вторгнення (1 Сам 28:4). У цей час Давид використовував черговий трофей, захоплений у амаликитян, для підкупу юдейських старійшин (1 Сам 30:26).

## Цар Давид
Тим часом филистимляни завдали нищівної поразки ізраїльтянам в битві при Гільбоа (1 Сам 31:6). Скориставшись тимчасовим безвладдям, Давид на чолі озброєного загону прибув до юдейський Хеврону, де коліно Юди на зборах проголосило його юдейським царем. Це означало фактичне відділення Юдеї від Ізраїлю, царем якого був проголошений син Саула — Ішбаал (2 Сам. 2:10). Дві єврейських держави вступили між собою в міжусобну боротьбу, яка тривала два роки (Ішбаал царював 2 роки) і завершилася перемогою Давида. Старійшини Ізраїлю прийшли в Хеврон і обрали тридцятирічного Давида царем над усім Ізраїлем. До того ж періоду часу відноситься бажання Давида повернути ковчег заповіту, який раніше був захоплений філістимлянами, а пізніше відісланий ними назад в Ізраїль з причини великої кількості болячок, що вразили філістимлян (1 Сам. 6:1-16). Зрештою, Давиду вдалося це здійснити — він повернув ковчег з Гату (2 Сам. 6:17). Цікаво, що третьою частиною армії Давида командував Ітай — воєначальник з того ж філістимлянського міста Гат, з якого також походив Голіаф і в якому колись переховувався від переслідувань Саула сам Давид. Тобто один з трьох командувачів Давида був філістимлянином (2Сам. 15:19; 2Сам. 18: 2).
У Хевроні у Давида народилося 6 синів: первісток Амнон, Кілеав, Авесалом, Адонія, Шефатія і Їтреам.
Після семи років перебування у Хевроні цар Давид пішов війною на євусеїв. Давид захопив Єрусалим і переніс туди столицю своєї держави. Він уклав союз з тірським царем Хірамом, який допоміг йому побудувати в Єрусалимі дерев'яний палац. В Єрусалимі у Давида від нових дружин народилося багато синів, серед яких був і Соломон.

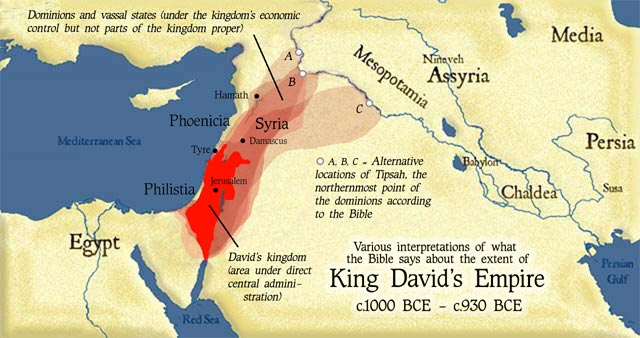
Розміри царства Ізраїля часів Давида (1000—930 р. до н. е.)

## Утвердження територій
Об'єднавши Ізраїль, Давид поширив свою експансію на суміжні території. Спочатку він завоював Моав. Потім Давид в союзі з Тої, царем Хамату, почав переможну війну проти Араму, чиї напівкочові царства (Сува (Цова), Дамаск, Бет-Рехова) розташовувалися на території Сирії. Сирійський похід вивів Давида до берегів Євфрата й забезпечив йому доступ до родовищ міді. На півдні він приєднав Ідумею.
З аммоніями за часів царя Нахаша відносини були мирними, але його син Ганун образою послів Давида спровокував війну. Першим же походом Йоав та зруйнували союз між аммоніями і покликаними їм на допомогу арамеями (сирійцями), які після цього остаточно скорилися Давиду. Через рік Йоав узяв Давидові Раббу.
Царство Давида простягалося від Еціон-Ґеверу на Акабської затоки на півдні до кордону Емафа на півночі і займало, за винятком вузьких прибережних смужок, населених філістимлянами і фінікійцями, весь простір між морем і Аравійською пустелею. У той час Ізраїль в основному досяг меж Землі обітованої.

## Давид іВетсавія

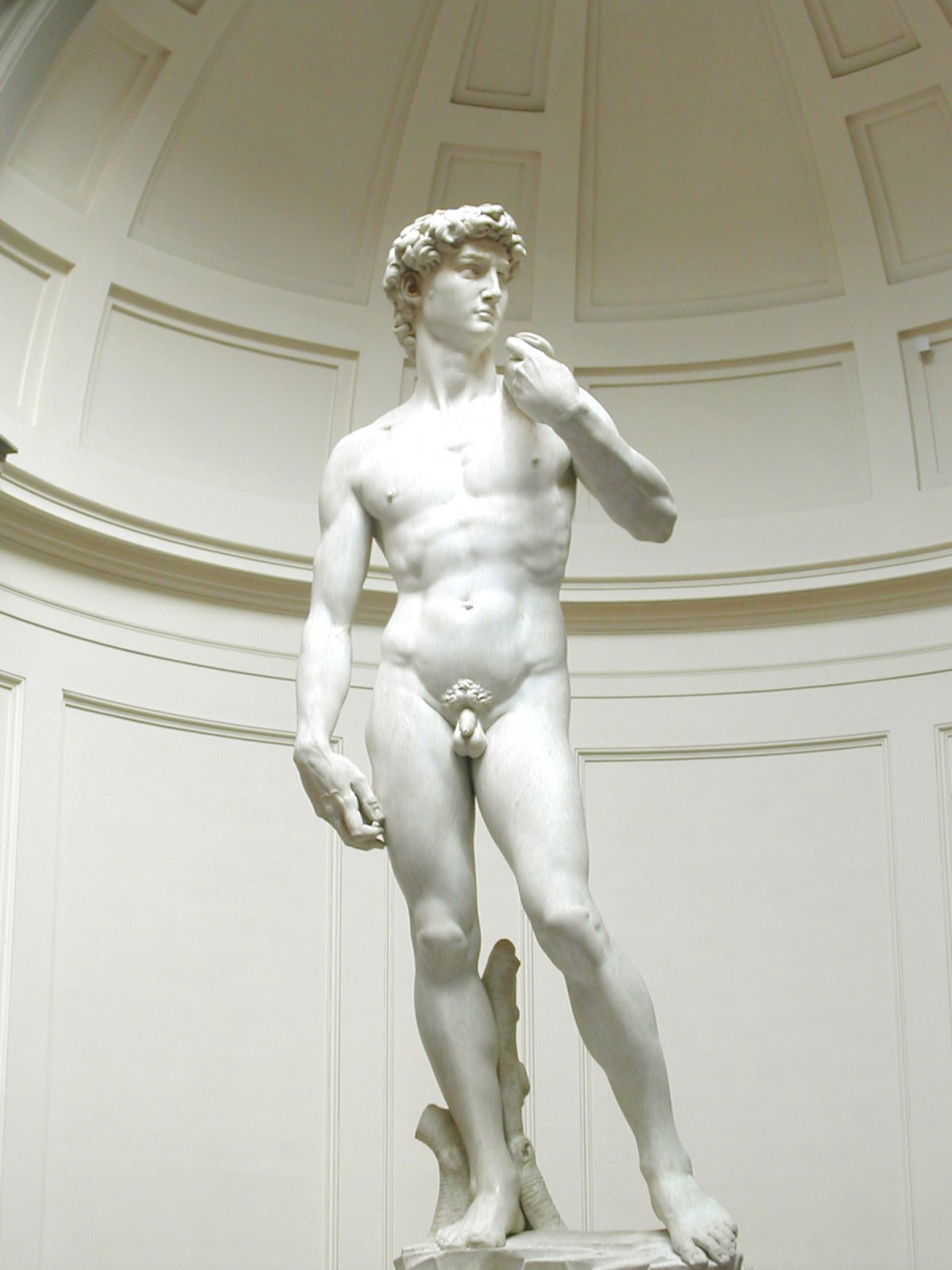
Давид - найвідоміша скульптура Мікеланджело

За Другою книгою Самуїла, Ветсавія була жінкою рідкісної краси. Цар Давид, прогулюючись по даху свого палацу, побачив її внизу, коли вона купалася. Її чоловік, Урія, перебував у той час далеко від дому на службі в армії Давида. Ветсавія не намагалася спокусити царя, про що свідчить біблійний текст. Але Давид спокусився її красою і наказав, щоб її доставили в палац. В результаті — вона завагітніла. У той час її чоловік був далеко з військом, що тримало облогу міста Рабби. Давид наказав повернути Урію до Єрусалиму з надією, що той зійдеться із своєю жінкою та не зауважить її скорішої вагітності. Проте Урія прибувши до Єрусалиму навіть не переступив порогу свого будинку і поспішив повернутися назад до своїх солдатів, що проводили бойові дії. Тому пізніше Давид написав Йоаву — командиру армії Урії лист, в якому наказав «Постав Урію в найгарячішому бою спереду, і відступіть від нього, щоб він був убитий і вмер.»". Дійсно, так і сталося. Давид згодом одружився з Ветсавією. Їх перша дитина прожила всього декілька днів. Давид пізніше каявся у скоєному. Ця історія послужила сюжетом для багатьох відомих художніх полотен.
При всьому своєму високому положенні найкоханішої з дружин Давида, Ветсавія зайняла місце в тіні і вела себе гідним чином, народивши йому двох синів, одного з яких Давид коронував (Соломон). 
Псалом 50 царя Давида, написаний ним як покаянна молитва за вбивство благочестивого Урії Хіттита задля заволодіння його дружиною Ветсавією, є одним із найбільш вживаних псалмів у богослужіннях та молитовних практиках.

## Останні роки правління
Старший син Давида Амнон зґвалтував свою єдинокровну сестру Тамар. Давид засмутився, але не став карати свого сина. Бачачи таку несправедливість, за честь сестри заступився Авесалом і вбив свого старшого брата, але боячись гніву батька, втік до Гешуру, де пробув три роки (970 — 967 до н. е.). Потім, коли печаль Давида ослабла, Авесалом був прощений і зміг повернутися в Єрусалим. Однак Авесалом оточив себе приватною армією і відчуваючи свою зрослу популярність серед ізраїльтян під час релігійної церемонії оголосив себе царем. Це сталося «після сорока років царювання Давида», тобто практично під самий кінець його правління. Оскільки авторитет Давида до цього часу похитнувся, то він не став чинити опору і втік разом зі своєю гвардією зі столиці за Йордан. Авесалом почав переслідувати свого батька і в лісі Ефраїм відбулася вирішальна битва, внаслідок якого Давид зміг повернути собі владу. Проте позиція Давида була ще хиткою, оскільки відкрився новий заколот, який очолив Савей (2 Сам 20:2). Однак Давиду вдалося втихомирити і цей заколот, але спокій знайти йому все ж таки не вдалося. Про свої права на царський трон заявив Адонія — наступний за старшинством син Давида. Пророк Натан і Ветсавія наполягли, щоб Давид передав владу Соломону, що й було зроблено.
Давид помер у віці 70 років після 40 років царювання і був похований в Єрусалимі, на горі Сіон у Місті Давида.

## Образ Давида в мистецтві
кінематограф:
- 1951 — «Давид і Вірсавія» — фільм Генрі Кінга з Грегорі Пеком в головній ролі.
- 1960 — «Давид і Голіаф» (італ. David e Golia) — фільм режисерів Фердинандо Бальді та Рішара Потьє. Вважається що, Орсон Веллс сам поставив сцени зі своєю участю.
- 1985 — «Цар Давид» (англ. King David) — фільм Брюса Бересфорда з Річардом Гіром в головній ролі.
- 1997 — «Цар Давид: Ідеальний володар»  (англ. David) — телевізійний фільм режисера Роберта Марковіца із циклу «Біблійна колекція» від Turner Network Television (TNT)
- 2005 — «Давид» (англ. The King) — анімаційни фільм режисера Санг Джин Кіма.
- 2012 — «Цар Давид» (порт. Rei Davi) — бразильский телесеріал.
- 2016 — Царі та пророки (англ. Of Kings and Prophets) — серіал США.

## Галерея

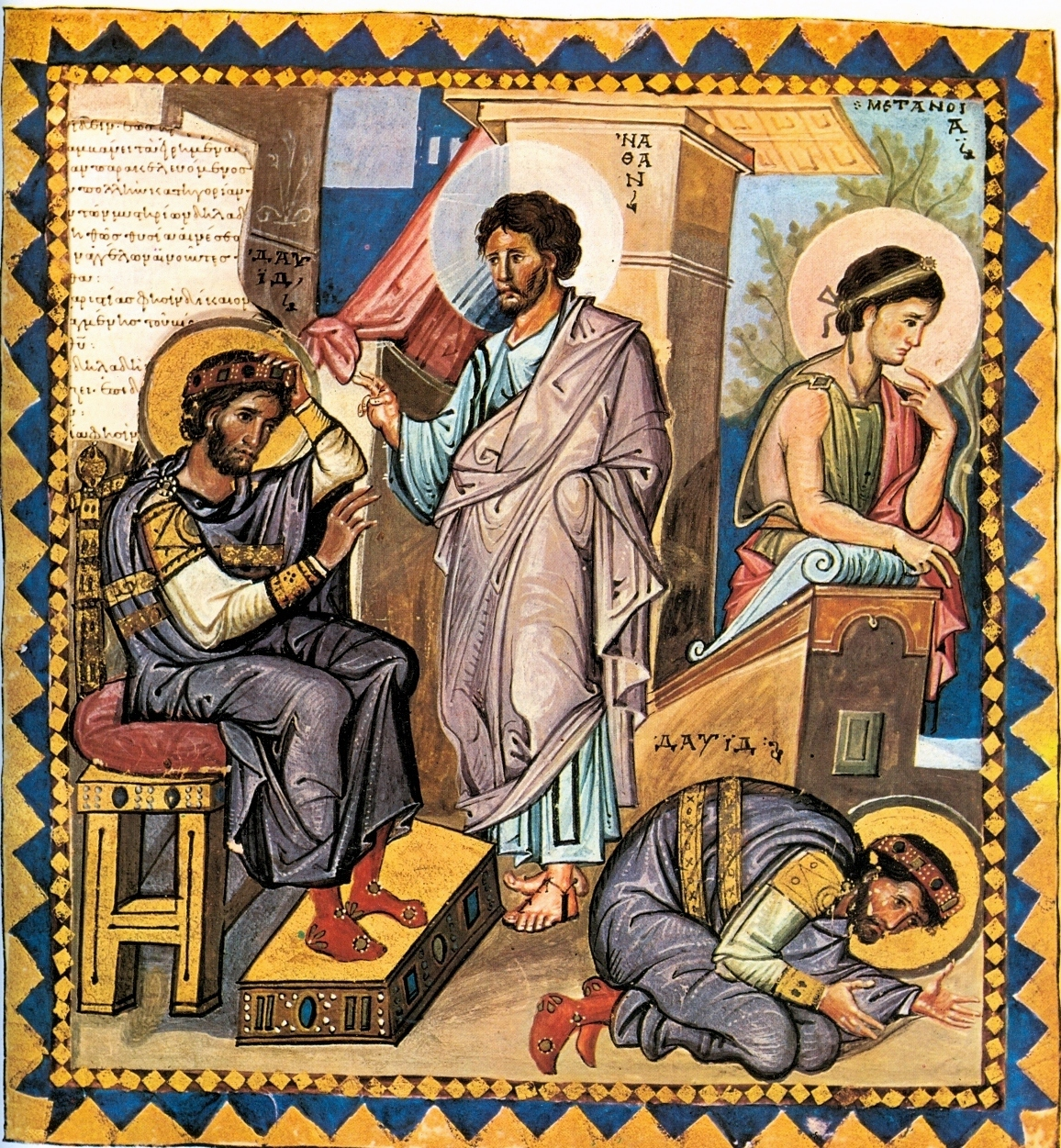
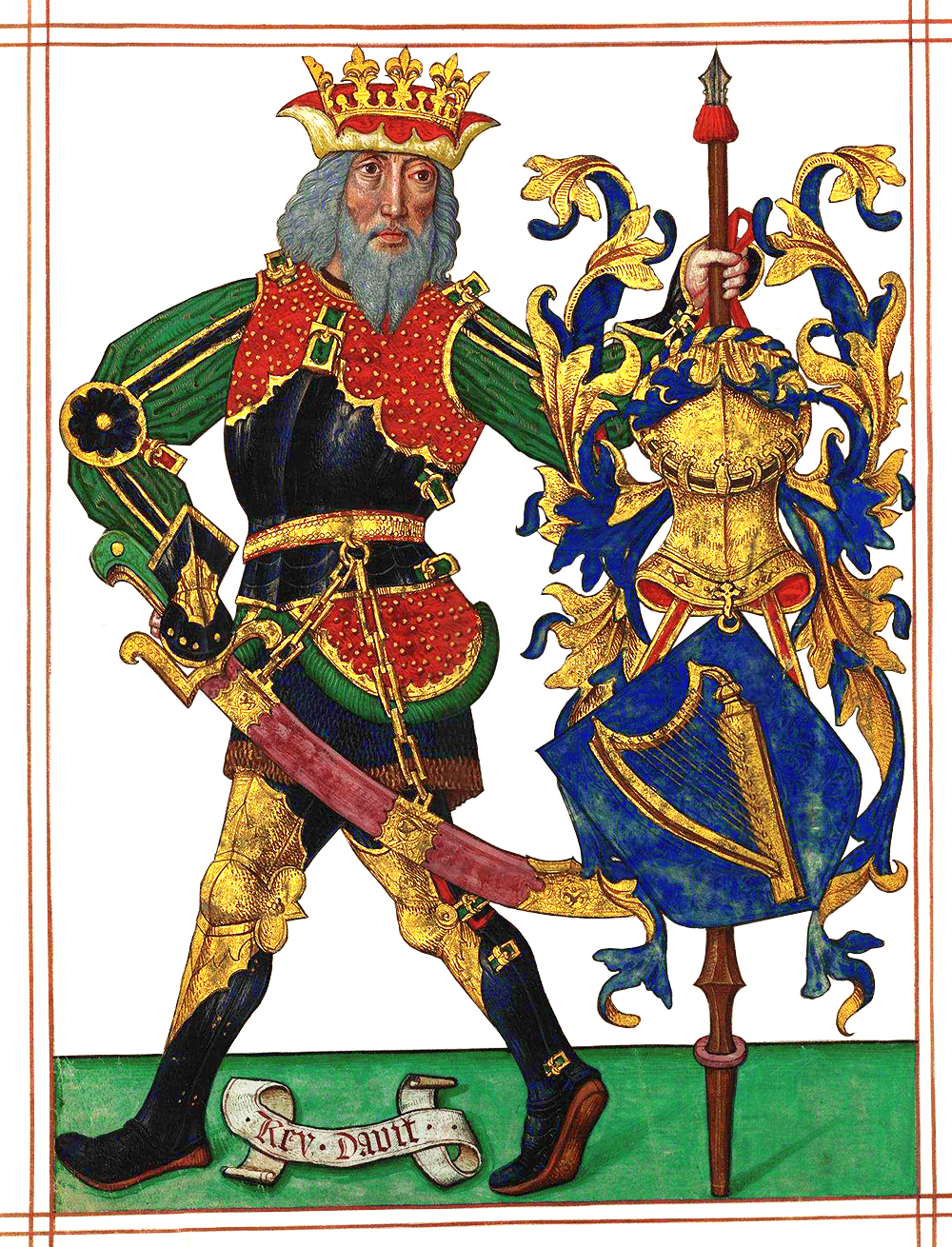
Давид як один зі дев'яти достойників («Livro do Armeiro-Mor», 1509)
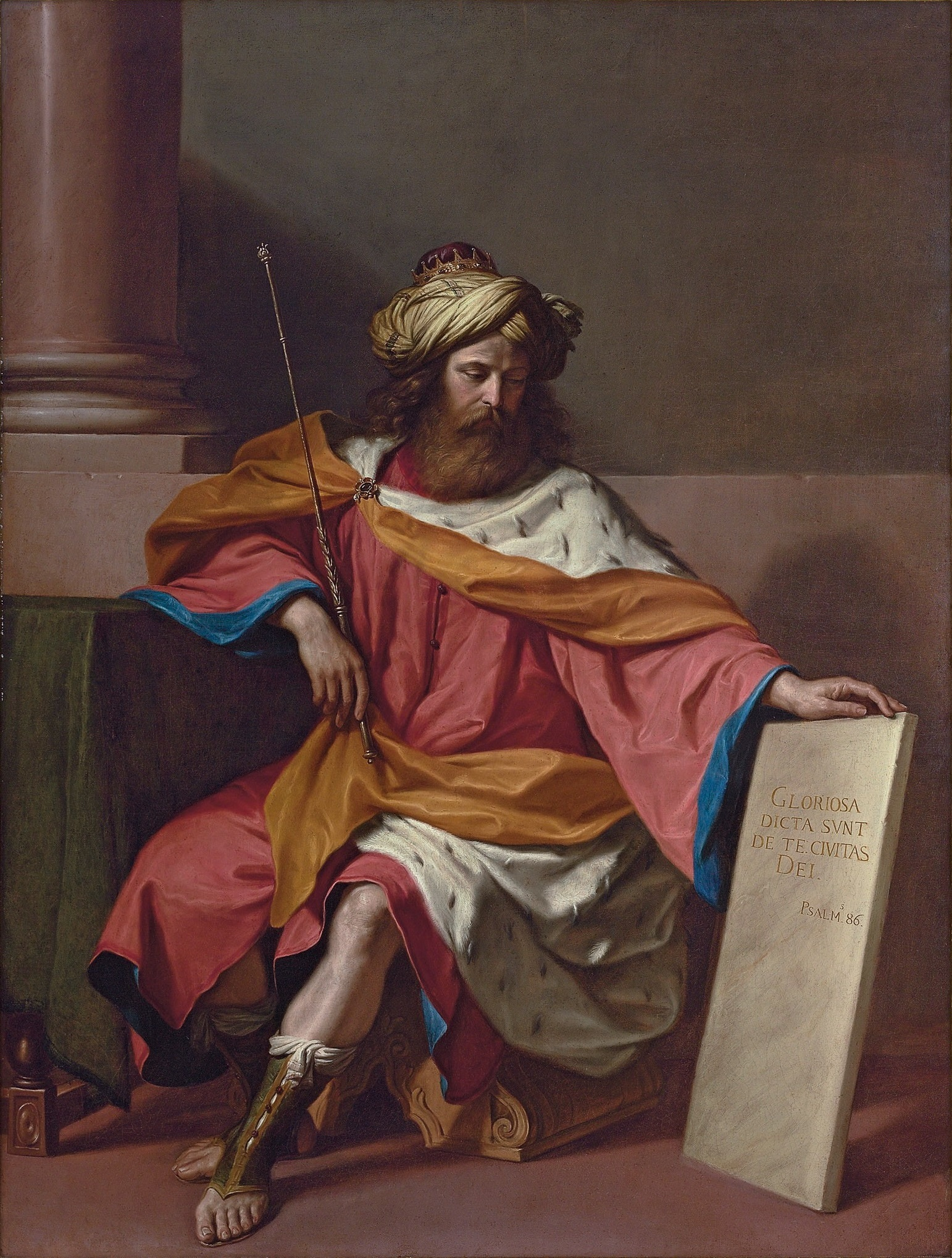
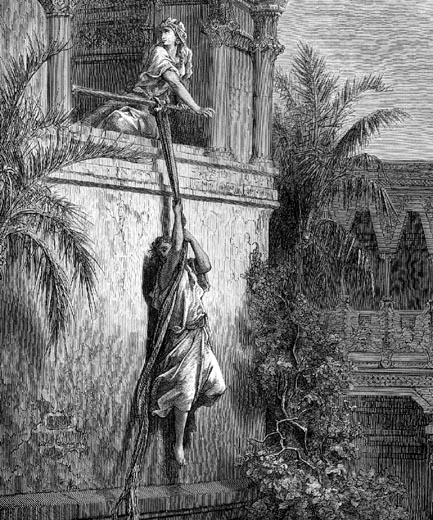
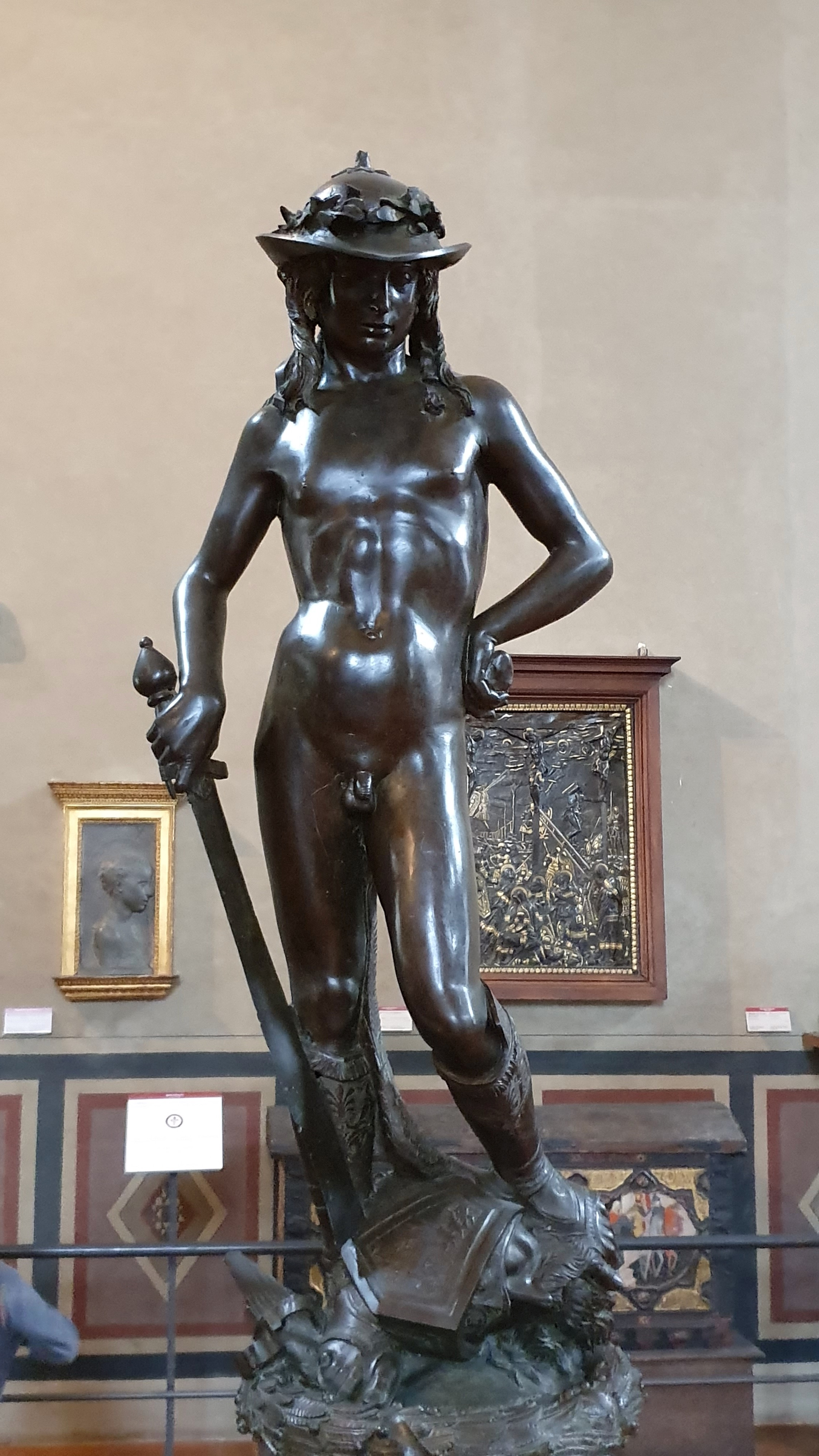
Бронзовий Давид[en] (статуя Донателло)
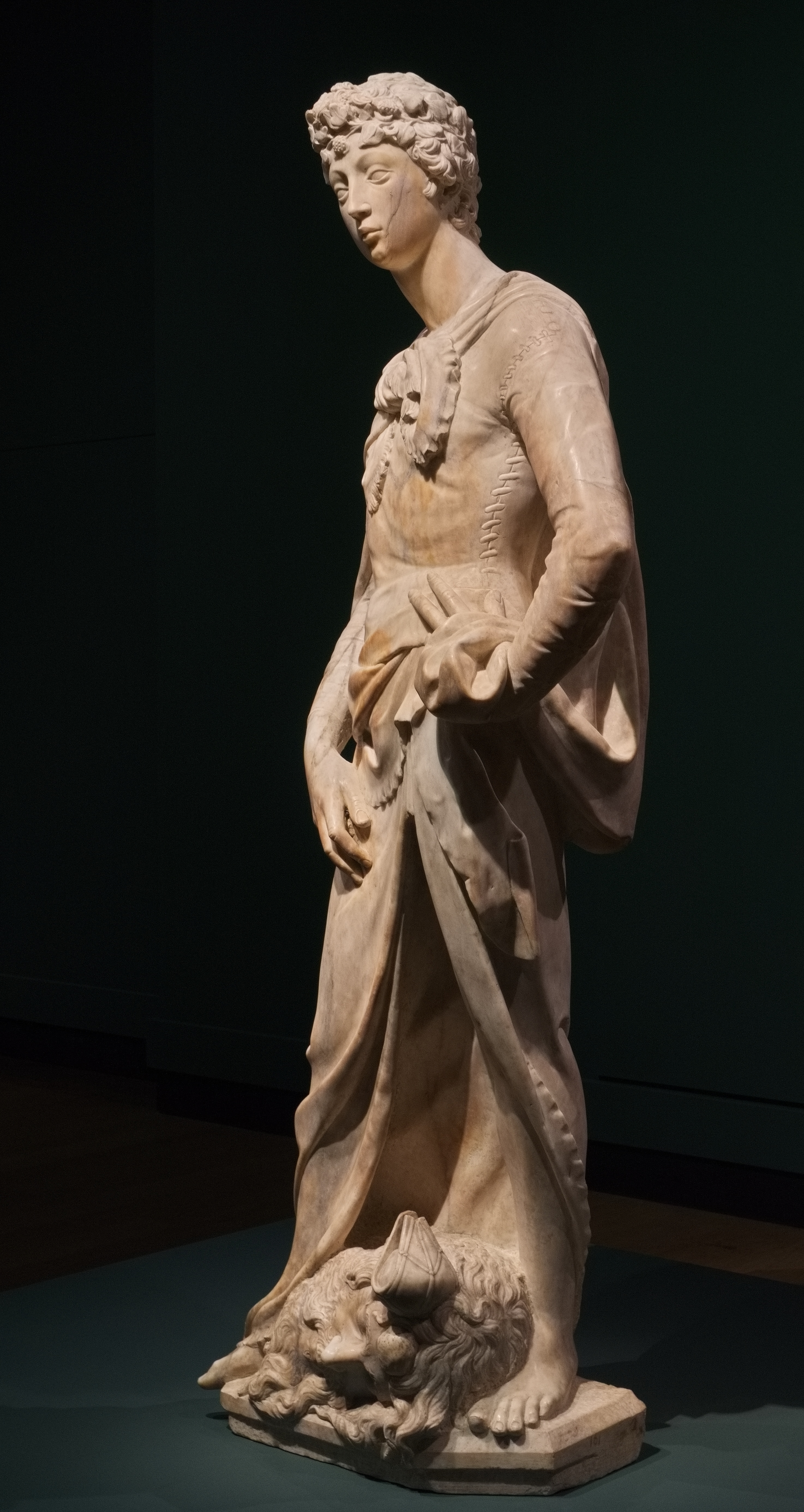
Мармуровий Давид з головою Голіафа (1408-9) Донателло